# 한밭여자중학교 축구부
한밭여자중학교 여자축구단(Hanbat Girls' Middle School Women's Football Club)은 대한민국의 중학교 여자 축구단이다.

## 같이 보기
- 한밭여자중학교